# わいど!ABC
『わいど!ABC』（わいど!えーびーしー）は、朝日放送テレビ（ABCテレビ）で2004年4月から9月まで生放送されていた情報番組。放送時間は平日15時55分〜17時54分（夏季高校野球中継期間中と一部祝日は休み）。

## 概要
同時間帯の前番組『ワイドABCでーす・みよ缶』（2003年4月-2004年3月）のエッセンスを生かして、主婦層をターゲットに生活に役立つ情報を展開し、コメンテーターには関西の若手お笑いタレントを多用していた。スタジオは『ABC NEWSゆう』と共通のものを使用していた。
しかし、開始からわずか半年の9月17日をもって放送を終了。1994年4月から始まった『ワイドABCDEーす』時代から続いた番組シリーズは2004年9月をもって11年間の放送に幕を閉じた。
翌10月からは、報道色をより強くした『ムーブ!』がスタートした。

## 出演者

### メイン司会
- 三代澤康司（ABCアナウンサー）※当時
- 加藤明子（同上）

### コーナーキャスター
いずれもABCアナウンサー
- 柴田博
- 浦川泰幸
- 上田剛彦

### 曜日別レギュラー
- 月曜日…玉岡かおる、アメリカザリガニ
- 火曜日…原田伸郎、笑福亭銀瓶、河島あみる
- 水曜日…月亭八方、メッセンジャーあいはら、羽谷直子（当時ABCアナウンサー）、みといせい子
- 木曜日…鳥越俊太郎、桂雀々、海原やすよ・ともこ、麒麟、井上公造
- 金曜日…円広志、オジンオズボーン

## テーマ曲
- 南こうせつ「LOVE&PEACE」

| 朝日放送テレビ 16 - 17時台の情報番組（2004年4月 - 2004年9月） | 朝日放送テレビ 16 - 17時台の情報番組（2004年4月 - 2004年9月） | 朝日放送テレビ 16 - 17時台の情報番組（2004年4月 - 2004年9月） |
| 前番組                                                        | 番組名                                                        | 次番組                                                        |
| ------------------------------------------------------------- | ------------------------------------------------------------- | ------------------------------------------------------------- |
| ワイドABCDE〜す ↓ ワイドABCでーす みよ缶                      | わいど!ABC                                                    | ムーブ!                                                       |